# Discografia de Sabaton
Sabaton é uma banda de power metal de Falun,Suécia. Recentemente eles acabaram de lançar seu oitavo disco, chamado The Last Stand. Seus discos são conhecidos por terem letras relacionadas a guerras históricas.
Seu álbum Carolus Rex tornou-se o "mais bem sucedido álbum sueco de heavy metal" ao conseguir a marca de 40.000 cópias vendidas, ganhando certificado de ouro na Polônia e platina na Suécia.

## Álbuns de estúdio
| Primo Victoria                                                                     | - Lançamento: 4 de Março de 2005 - Gravadora: Black Lodge Records - Formatos: CD, LP, download digital  | 43 | —  | —  | —  | —  | —  | — | —   |                            |
| Attero Dominatus                                                                   | - Lançamento: 28 de Julho de 2006 - Gravadora: Black Lodge Records - Formatos: CD, LP, download digital | 16 | —  | —  | —  | —  | —  | — | —   |                            |
| Metalizer                                                                          | - Lançamento: 16 de Março de 2007 - Gravadora: Black Lodge Records - Formatos: CD, LP, download digital | 21 | —  | —  | —  | —  | —  | — | —   |                            |
| The Art of War                                                                     | - Lançamento: 30 de Maio de 2008 - Gravadora: Black Lodge Records - Formatos: CD, LP, download digital  | 5  | —  | —  | —  | —  | —  | — | —   |                            |
| Coat of Arms                                                                       | - Lançamento: 21 de Maio de 2010 - Gravadora: Nuclear Blast - Formatos: CD, LP, download digital        | 2  | 71 | 17 | 19 | —  | 33 | 9 | —   | - POL: Ouro                |
| Carolus Rex                                                                        | - Lançamento: 23 de Maio de 2012 - Gravadora: Nuclear Blast - Formatos: CD, LP, download digital        | 2  | 23 | 9  | 7  | 21 | 19 | 7 | 183 | - POL: Ouro - SWE: Platina |
| Heroes                                                                             | - Lançamento: 16 de Maio de 2014 - Gravadora: Nuclear Blast - Formatos: CD, LP, download digital        | 1  | 11 | 2  | 3  | 13 | 7  | 6 | 59  | - SWE: Ouro - FIN: Ouro    |
| The Last Stand                                                                     | - Lançamento: 19 August 2016 - Gravadora: Nuclear Blast - Formatos: CD, LP, download digital            | 1  | 2  | 1  | 2  | 11 | 1  | 2 | 17  |                            |
| "—" denota lançamentos que não entraram nas paradas ou não foram lançados no país. | |    |    |    |    |    |    |   |     |                            |

## Álbuns ao vivo
| World War Live: Battle of the Baltic Sea                                           | - Lançamento: 5 de Agosto de 2011 - Gravadora: Nuclear Blast - Formatos: CD, CD+DVD, LP, download digital | 26 | 62 | 26 | 9 | - POL: Ouro |
| Swedish Empire Live                                                                | - Lançamento: 23 de Setembro de 2013 - Gravadora: Nuclear Blast - Formatos: CD, LP, download digital      | —  | —  | 17 | — |             |
| Heroes on Tour                                                                     | - Lançamento: 4 de Março de 2016 - Gravadora: Nuclear Blast - Formatos: CD, LP, download digital          | —  | 99 | 8  | — |             |
| "—" denota lançamentos que não entraram nas paradas ou não foram lançados no país. | |    |    |    |   |             |

## Álbuns de vídeo
| World War Live: Battle of the Baltic Sea                                           | - Lançamento: 5 de Agosto de 2011 - Gravadora: Nuclear Blast - Formatos: CD+DVD          | — | — |
| Swedish Empire Live                                                                | - Lançamento: 23 de Setembro de 2013 - Gravadora: Nuclear Blast - Formatos: DVD, Blu-ray | 1 | 1 |
| Heroes on Tour                                                                     | - Lançamento: 4 de Março de 2016 - Gravadora: Nuclear Blast - Formatos: DVD, Blu-ray     | — | — |
| "—" denota lançamentos que não entraram nas paradas ou não foram lançados no país. |                                                                                          |   |   |

## Álbuns de compilação
| Title                | Detalhes do álbum                                                           | Notas                          |
| -------------------- | --------------------------------------------------------------------------- | ------------------------------ |
| Fist for Fight       | - Lançamento: 2000 - Gravadora: Underground Symphony - Formatos: CD         |                                |
| Metalus Hammerus Rex | - Lançamento: 18 de Abril de 2012 - Gravadora: Nuclear Blast - Formatos: CD | - Metal Hammer magazine insert |

## Singles
| 2007                                                                               | "Masters of the World"    | —  | Metalizer      |
| 2008                                                                               | "Cliffs of Gallipoli"     | 1  | The Art of War |
| 2010                                                                               | "Coat of Arms"            | 17 | Coat of Arms   |
| 2011                                                                               | "Screaming Eagles"        | —  | Coat of Arms   |
| 2012                                                                               | "The Lion From the North" | —  | Carolus Rex    |
| 2012                                                                               | "Carolus Rex"             | —  | Carolus Rex    |
| 2012                                                                               | "A Lifetime Of War"       | —  | Carolus Rex    |
| 2013                                                                               | "40:1"                    | —  | The Art of War |
| 2014                                                                               | "To Hell and Back"        | 51 | Heroes         |
| 2014                                                                               | "Resist and Bite"         | —  | Heroes         |
| 2016                                                                               | "The Lost Battalion"      | —  | The Last Stand |
| 2016                                                                               | "Blood of Bannockburn"    | —  | The Last Stand |
| 2016                                                                               | "Shiroyama"               | —  | The Last Stand |
| "—" denota lançamentos que não entraram nas paradas ou não foram lançados no país. |                           |    |                |

## Videos musicais
| Ano  | Título                | Direção          | Álbum            |
| ---- | --------------------- | ---------------- | ---------------- |
| 2006 | "Attero Dominatus"    | —                | Attero Dominatus |
| 2006 | "Metal Crüe"          | —                | Attero Dominatus |
| 2008 | "Cliffs Of Gallipoli" | —                | The Art Of War   |
| 2009 | "40:1"                | Jacek Raginis    | The Art Of War   |
| 2010 | "Uprising"            | Jacek Raginis    | Coat Of Arms     |
| 2011 | "Screaming Eagles"    | Nicholas Dackard | Coat Of Arms     |
| 2011 | "Coat Of Arms"        | —                | Coat Of Arms     |
| 2014 | "To Hell And Back"    | Owe Lingvall     | Heroes           |
| 2017 | "Primo Victoria"      | Zoran Bihac      | Primo Victoria   |
| 2019 | "Bismarck"            | Matthias Hoene   |                  |

## Ligações Externas
- Official Sabaton Website